# Magnisudis prionosa
Magnisudis prionosa är en fiskart som först beskrevs av Rofen, 1963.  Magnisudis prionosa ingår i släktet Magnisudis och familjen laxtobisfiskar. Inga underarter finns listade i Catalogue of Life.